# Mosteiros (concelho de Cabo Verde)
| Mosteiros Município de Mosteiros                      |                                                       |
| \| Bandeira de Mosteiros \| \| \| (Bandeira) \| () \| |                                                       |
| Localização de Mosteiros                              |                                                       |
| Gentílico                                             |                                                       |
| Ilha                                                  | Fogo                                                  |
| Sede                                                  | Cidade de Mosteiros                                   |
| Freguesias                                            | Nossa Senhora da Ajuda                                |
| Área                                                  | 81,6 km²                                              |
| População                                             | 8119                                                  |
| Fundação                                              | 1991 por Assembleia Nacional sob proposta do Governo. |
| Dia do Município                                      | 15 de Agosto                                          |
| Cód. CGN-CV                                           | 81                                                    |
| Cód. ISO                                              | CV-MO                                                 |
| Website                                               | www.cmmost.cv                                         |
| Bandeira de Mosteiros                                 |                                                       |
| (Bandeira)                                            | ()                                                    |

O Concelho de Mosteiros é um concelho/município da ilha do Fogo, no grupo de Sotavento, em Cabo Verde, com 9.524 habitantes.
O Dia do Município é 15 de agosto.
Desde 1996, o município dos Mosteiros é governado pelo Partido Africano para a Independência de Cabo Verde.
Antes, a Comissão Instaladora foi presidida pelo Movimento para a Democracia, que teve de 1992 a 1996 dois presidentes. 

## Freguesias
O concelho de Mosteiros é constituído apenas por uma freguesia, Nossa Senhora da Ajuda.

## Geografia
O concelho dos Mosteiros, localiza-se a norte na ilha do Fogo, ocupando uma área montanhosa de terras férteis e diversos microclimas, onde predomina a única floresta da ilha, a Floresta de Monte Velha. O terreno é também composto por lavas vulcânicas, resultado das erupções de 1951. O concelho de Mosteiros é um município essencialmente agrícola e com uma área dedicada ao cultivo do café, o célebre Café do Fogo.

## Localidades
- Atalaia
- Ribeira do Ilheu
- Rocha Fora
- Fajãzinha
- Murro
- Sumbango
- Queimada Guincho
- Cidade de Igreja
- Queimada Trás
- Cova Feijoal
- Feijoal
- Pai António
- Cutelo Alto
- Fonsaco
- Corvo
- Achada Grande
- Relvas

## História
Foi criado em 1991, quando o antigo Concelho do Fogo foi dividido em dois, passando a parte sudoeste a ser chamada Concelho de São Filipe, e a parte nordeste a ser chamada Concelho dos Mosteiros.
O concelho de Mosteiros foi criado em 1991, pela lei nº 23/IV/91 (DOC EM PDF), de 30 de Dezembro, que entrou em vigor a 2 de Janeiro de 1992.
À luz da nova lei, a parte sudoeste da ilha passou a ser chamada Concelho de São Filipe, e a parte nordeste a ter a designação de Concelho dos Mosteiros.
De acordo com o nº 2 do artigo 1º da referida lei (que inclui a rectificação publicada no B.O. de 19 de Fevereiro de 1992), o antigo Concelho do Fogo passou a designar-se Concelho de São Filipe e a integrar as freguesias de Nossa Senhora da Conceição, de São Lourenço e de Santa Catarina. Esta última passaria a fazer parte do terceiro município do Fogo, criado em 2005.

Com a criação do concelho de Mosteiros elevou-se a povoação de Igreja à categoria de vila, sendo ali instalada a sede da nova autarquia, que viria, mais tarde, em 2005, ser elevada à categoria de cidade.

## Demografia
| População de Mosteiros (concelho de Cabo Verde) (1940–2024) | População de Mosteiros (concelho de Cabo Verde) (1940–2024) | População de Mosteiros (concelho de Cabo Verde) (1940–2024) | População de Mosteiros (concelho de Cabo Verde) (1940–2024) | População de Mosteiros (concelho de Cabo Verde) (1940–2024) | População de Mosteiros (concelho de Cabo Verde) (1940–2024) | População de Mosteiros (concelho de Cabo Verde) (1940–2024) | População de Mosteiros (concelho de Cabo Verde) (1940–2024) |      |
| ----------------------------------------------------------- | ----------------------------------------------------------- | ----------------------------------------------------------- | ----------------------------------------------------------- | ----------------------------------------------------------- | ----------------------------------------------------------- | ----------------------------------------------------------- | ----------------------------------------------------------- | ---- |
| 1940                                                        | 1950                                                        | 1960                                                        | 1970                                                        | 1980                                                        | 1990                                                        | 2000                                                        | 2010                                                        | 2024 |
| —                                                           | —                                                           | —                                                           | —                                                           | 7427                                                        | 8331                                                        | 9535                                                        | 9524                                                        | 8119 |

| Noroeste: Oceano Atlântico | Norte: Oceano Atlântico     | Nordeste: Oceano Atlântico |
| Oeste: São Filipe          | Mosteiros                   | Leste: Oceano Atlântico    |
| Suloeste: São Filipe       | Sul: Santa Catarina do Fogo | Sudeste Oceano Atlântico   |

## Saúde
Em 2011, o Posto Hospitalar, construído nos anos 50 do século XX, no coração da então vila de Igreja, foi desativado, após a inauguração, em agosto do mesmo ano, de um Centro de Saúde moderno, na localidade de Queimada Guincho. O município dispõe de Unidades Sanitárias de Base nas Zonas Norte, Sul e Alta. Em parceria com municípios estrangeiros, a autarquia tem mobilizado várias equipas médicas para consultas de especialidade e pequenas cirurgias.

## Municípios Geminados ou com Cooperação Oficial
- Alzira, Espanha
- Amadora, Portugal
- Anadia, Portugal
- Ansião, Portugal
- Azambuja, Portugal
- Ayuntiamento de Haría, Lanzarote - Canárias
- Entroncamento, Portugal
- Brockton, MA Estados Unidos da América
- São Filipe e Santa Catarina (ilha do Fogo)